# Lomena
Lomena je řeka 2. řádu ve střední Litvě, v okrese Kaišiadorys, levý přítok řeky Neris. Pramení na západním okraji okresního města Kaišiadorys. Teče zpočátku po okraji města k jihu až do rybníka Kaišiadorių tvenkinys, kterým protéká a z něj dále teče po jižním okraji města směrem východoseverovýchodním a u železniční trati Vilnius - Kaunas se obrací k západu, protéká městem a dále se táhlým obloukem obrací do směru celkově severního. Střední a dolní tok meandruje podstatně více, než horní tok poměrně drobnými, hustými meandry. Dolní tok tvoří hranici mezi okresy Kaišiadorys a Jonava. Do řeky Neris se vlévá u Tartoků, 300 m od mostu silnice č. 143 Elektrėnai - Jonava, 56,8 km od jejího soutoku s Němenem, jako její levý přítok.

## Minulost

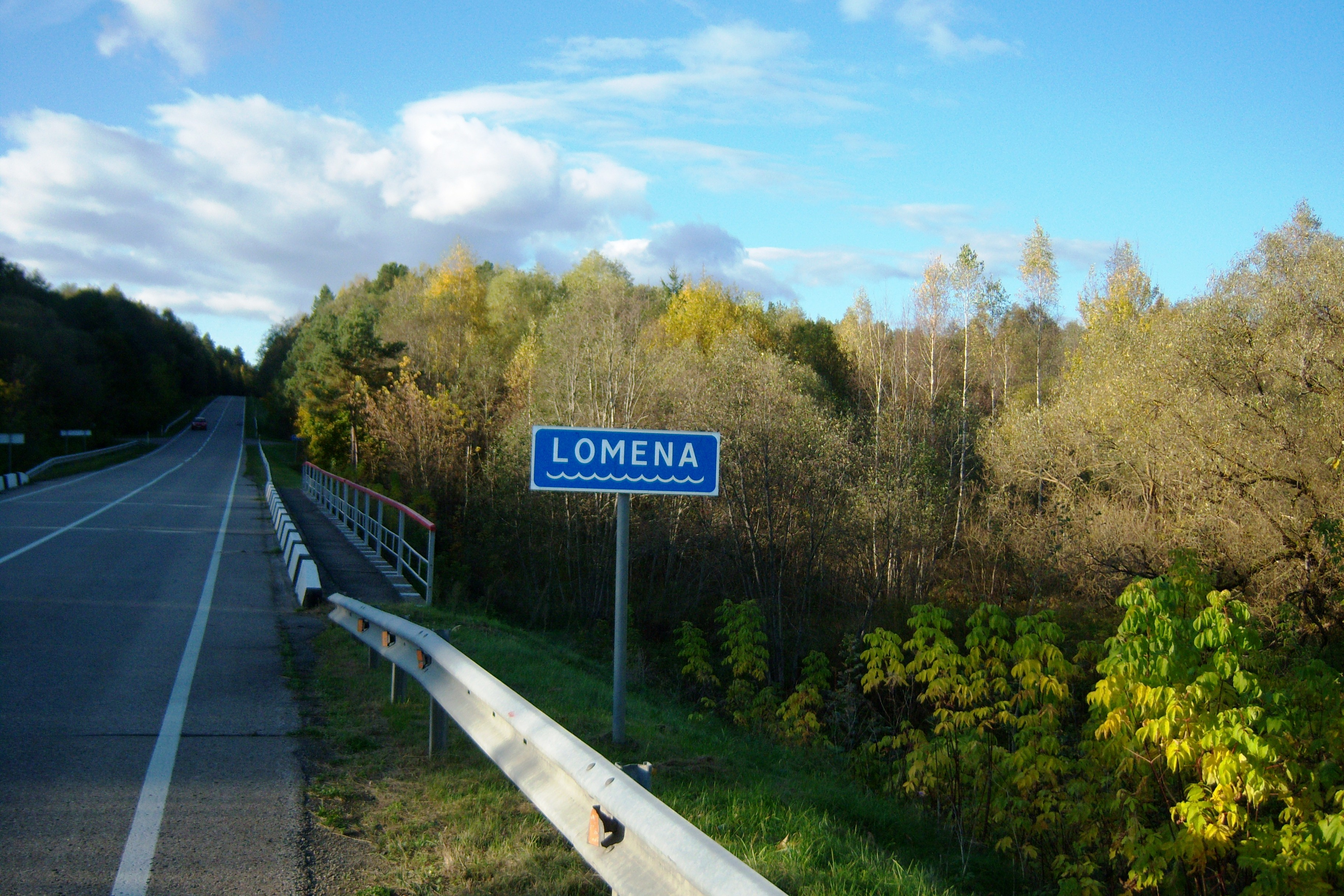
Most silnice č. 143 Elektrėnai - Jonava přes řeku

Lomena (Lamen) byla zmiňována v popisu cest křižáků z 14. století.

## Přítoky
- Levé:

| Hydrologické pořadí | Řeka                         | Délka (km) | Povodí (km²) | Vzdálenost od ústí (km) | Ústí kde    | Koordináty ústí                  |
| ------------------- | ---------------------------- | ---------- | ------------ | ----------------------- | ----------- | -------------------------------- |
| 12010941            | L - 1                        | 3,8        | 6,8          | 27,8                    |             |                                  |
| 12010945            | Dumsė neboli Dumsis          | 7,2        | 10,5         | 23,2                    | Kaišiadorys | 54°52′29″ s. š., 24°26′30″ v. d. |
| 12010947            | Romatas                      | 4,9        | 7,1          | 17,3                    | Smilgiai    | 54°55′21″ s. š., 24°26′35″ v. d. |
| 12010953            | Živinta                      | 3,9        | 3,3          | 15,2                    | Palomenė    | 54°56′9″ s. š., 24°27′19″ v. d.  |
| 12010955            | Bistrinyčia neboli Bistryčia | 4,1        | 9,0          | 10,0                    | Lomeniai    | 54°57′53″ s. š., 24°26′31″ v. d. |
|                     | Dapšė                        |            |              |                         |             | 54°58′55″ s. š., 24°26′19″ v. d. |
| 12010959            | Verkstinė                    | 5,5        | 15,4         | 4,4                     |             | 55°0′5″ s. š., 24°25′50″ v. d.   |
|                     | Nerštupė                     |            |              |                         | Vaidučiai   | 55°0′37″ s. š., 24°26′10″ v. d.  |

- Pravé:

| Hydrologické pořadí | Řeka                      | Délka (km) | Povodí (km²) | Vzdálenost od ústí (km) | Ústí kde    | Koordináty ústí                  |
| ------------------- | ------------------------- | ---------- | ------------ | ----------------------- | ----------- | -------------------------------- |
| 12010942            | L - 10                    | 3,3        | 5,0          | 26,7                    |             |                                  |
| 12010943            | L - 8                     | 2,9        | 5,6          | 25,6                    |             |                                  |
| 12010944            | Žasla                     | 8,2        | 6,4          | 24,4                    | Kaišiadorys | 54°52′12″ s. š., 24°27′21″ v. d. |
|                     | Rudija (spojka do Lomeny) |            |              |                         | Tauckūnai   | 54°54′32″ s. š., 24°25′47″ v. d. |
| 12010946            | L - 6                     | 2,9        | 3,5          | 22,6                    |             |                                  |
|                     | L - 4                     | 3,3        | 0,6          | 19,2                    |             |                                  |
| 12010948            | Uterna                    | 10,4       | 22,0         | 16,6                    | Smilgiai    | 54°55′26″ s. š., 24°27′5″ v. d.  |
| 12010951            | Taurė                     | 6,7        | 12,6         | 16,5                    | Smilgiai    | 54°55′31″ s. š., 24°27′17″ v. d. |
| 12010954            | Vertimas                  | 5,0        | 7,6          | 12,8                    | Palomenė    | 54°56′17″ s. š., 24°27′11″ v. d. |
| 12010956            | Nota                      | 5,6        | 13,2         | 9,1                     | Lomeniai    | 54°58′14″ s. š., 24°26′39″ v. d. |
| 12010958            | Neprėkšta                 | 5,4        | 8,2          | 6,9                     | Neprėkšta   | 54°59′10″ s. š., 24°26′32″ v. d. |
| 12010961            | L - 2                     | 4,0        | 4,3          | 1,2                     | Vaidučiai   | 55°1′7″ s. š., 24°26′57″ v. d.   |

## Sídla při řece
Kaišiadorys, Palomenė, Bagdoniškės, Lomeniai, Svirplionys, Tartokas